# Gillian Lindsay
Gillian Lindsay, britanska (škotska) veslačica, * 24. september 1973.
Na olimpijskih igrah je prvič nastopila leta 1992, leta 2000 pa je v britanskem dvojnem četvercu osvojila srebrno medaljo na Poletnih olimpijskih igrah v Sydneyju. Že pred tem je v dvojnem dvojcu dvakrat osvojila medaljo na svetovnih prvenstvih. Leta 1997 je v Aiguebelettu osvojila srebro, leta 1998 v Kölnu pa zlato.